# Казонус
Казону́с (фр. Cazaunous, окс. Casaunaus) — коммуна во Франции, находится в регионе Юг — Пиренеи. Департамент — Верхняя Гаронна. Входит в состав кантона Аспе. Округ коммуны — Сен-Годенс.
Код INSEE коммуны — 31131.

## География
Коммуна расположена приблизительно в 670 км к югу от Парижа, в 90 км к юго-западу от Тулузы.
На востоке коммуны протекает река Жоб. Большую часть территории коммуны занимают леса.

## Климат
Климат умеренно-океанический. Зима мягкая и снежная, весна характеризуется сильными дождями и грозами, лето сухое и жаркое, осень солнечная. Преобладают сильные юго-восточные и северо-западные ветры.

## Население
Население коммуны на 2010 год составляло 62 человека.
| 1962 | 1968 | 1975 | 1982 | 1990 | 1999 | 2010 |
| ---- | ---- | ---- | ---- | ---- | ---- | ---- |
| 74   | 58   | 42   | 46   | 47   | 47   | 62   |

## Экономика
В 2010 году среди 41 человека трудоспособного возраста (15—64 лет) 26 были экономически активными, 15 — неактивными (показатель активности — 63,4 %, в 1999 году было 56,3 %). Из 26 активных жителей работали 22 человека (13 мужчин и 9 женщин), безработных было 4 (2 мужчин и 2 женщины). Среди 15 неактивных 1 человек был учеником или студентом, 10 — пенсионерами, 4 были неактивными по другим причинам.